# Mats Hellström
Mats Johan Hellström, född 12 januari 1942 i Stockholm, är en svensk politiker (socialdemokrat) och ämbetsman. Han är son till rektor Gunnar Hellström och bibliotekschef Kajsa Hellström, född Johansson.

## Biografi
Hellström blev filosofie kandidat vid Stockholms universitet 1965, var biträdande lärare i nationalekonomi vid Stockholms universitet 1965–1969 samt sakkunnig i arbetsmarknadsdepartementet 1973–1976. Han var ledamot av socialstyrelsens barnomsorgsdelegation 1974-1981, ordförande i 1968 års barnstugeutredning 1970–1975, ledamot av sysselsättningsutredningen från 1974, ordförande i lagerstödsutredningen 1974–1978, ledamot av beredningsgruppen för det internationella barnaåret 1977–1980 och ledamot av IDB-kommittén 1979–1982. Hellström blev styrelseledamot i Stockholms arbetarkommun 1970, var ledamot i verkställande utskottet i SSU 1970–1972 och ordförande i Unga Örnars Stockholmsdistrikt 1977–1983 samt blev ledamot i partistyrelsen 1969.
Hellström var statsråd 1983–1991 och 1994–1996, utrikeshandelsminister 1983–1986 och 1994–1996 (under den senare perioden även ansvarig för EU-frågor) samt jordbruksminister 1986–1991. Han var riksdagsledamot 1969–1996 (andra kammaren för Stockholms stad 1969–1970), invald i Stockholms kommuns valkrets. Han var ledamot av utrikesutskottet 1971–1982 och 1991-1994 samt en kort period 1996. Han var även ordförande i finansutskottet 1982–1983, vice ordförande i Europarådets svenska delegation och ledamot i Nordiska rådets svenska delegation, krigsdelegationen och utrikesnämnden.
Mats Hellström var FN–delegat 1969–1973 samt 1977–1981. Han utnämndes därefter till ambassadör i Tyskland 1996–2001 och landshövding i Stockholms län 2002–2006.
Mats Hellström är hedersledamot av Stockholms Nation i Uppsala.

### Familj
Mats Hellström är sedan 1966 gift med kanslirådet Elisabeth Dahl, dotter till överste Carl Yngve Dahl och Marianne Dahl, född Moberg.

## Utmärkelser
- Storkors 2kl av Förbundsrepubliken Tysklands förtjänstorden, StkTyskRFO>2KL (2001)